# 王家鄉 (鄰水縣)
王家鄉（王家公社、川心公社、立新公社），是四川省鄰水縣下轄的一個鄉級行政單位。

## 沿革[1][2][3]
- 道光十四年（1834年），全縣設36場，為王家場。
- 民國4年(1915年)，因地方不靖，設5個保衛區，以維持治安。全縣共49鄉，王家鄉屬第二保衛區。
- 民國6年(1917年)，5個保衛區劃為6個區，石龍鄉屬何區不詳。
- 民國24年(1935年)7月1日，將6個區合併為3個區，49個鄉鎮合併為43個鄉鎮，王家鄉改置王家鎮，屬第二區署。
- 民國29年(1940年)，實行新縣制，改3個區為4個區，將43個聯保辦公處合併為22個鄉鎮公所。石龍鄉、三教鄉、古家鄉、王家鎮合併為四興鎮。
- 民國31年(1942年)1月6日，按《鄉鎮組織法暫行條例》規定，全縣劃為6個區，35個鄉鎮公所，四興鎮仍分置王家鄉、三古鄉、同石鄉。
- 1949年12月，石永區人民政府仍建立了王家鄉公所。1950年2月，石永區人民政府撤銷。王家鄉公所劃歸興仁區人民政府領導。1953年4月24日，王家鄉公所改稱王家鄉人民政府。1956年1月16日，王家鄉政府改稱王家鄉人民委員會。1958年9月22日，王家鄉人委改稱王家人民公社。1965年7月，王家人民公社改稱川心人民公社。1966年5月「文革」開始後，川心人民公社工作受到干擾。1967年1月，為了破「四舊」，川心人民公社改稱立新人民公社。3月，由公社武裝幹部和群眾代表主持成立了立新人民公社生產辦公室，負責公社日常工作。1968年12月26日，經縣人武部黨委批准，立新人民公社革命委員會成立。i973年5月12日．經地革委批准，立新人民公社革委會改稱王家人民公社革命委員會。1976年10月粉碎「四人幫」後，王家人民公社的行政組織機構仍然是革命委員會。1981年3月，縣委決定撤銷王家人民公社革委會，建立王家人民公社管理委員會，1984年1月，根據中共中央體制改革要求，縣委又決定撤銷王家人民公社管委會，建立王家鄉人民政府。1994年高石鄉併入，建王家鎮。